# الرقصات الشعبية الأذربيجانية
الرقصات الشعبية الأذربيجانية تمتلك تاريخ قديم للغاية، كان موقعه معين لفن الرقص في أذربيجان في تقاليد و معيشته الناس، في العصر البرونزي، فبل 2-3 الف سنوات قبل الميلاد.

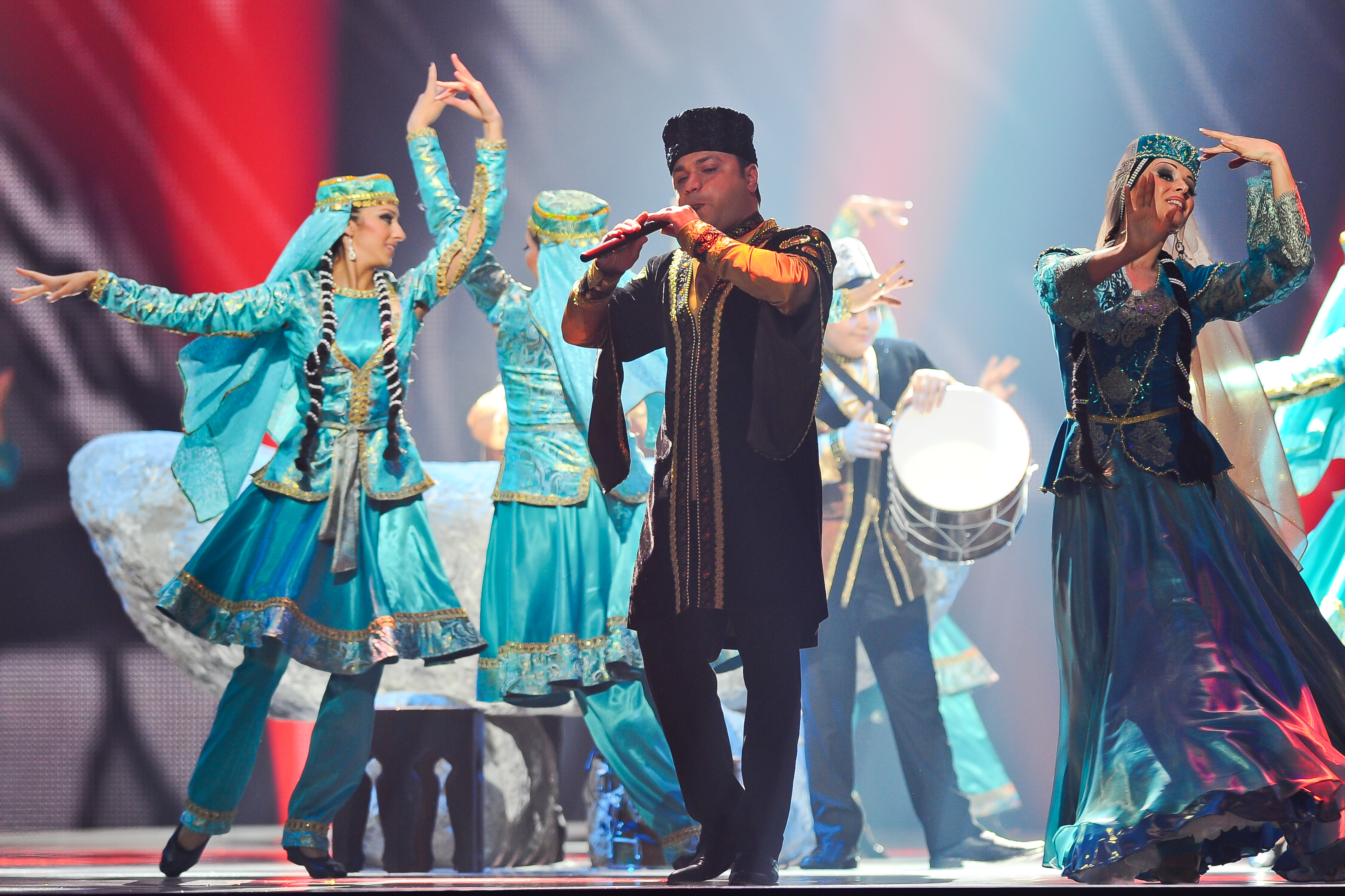
رقص شعبي ألأذربيجان في عزفه آلة موسيقية وطنية أذربيجانية بالابان

تتفرق الرقوس النساء والرجال بعضهما من الآخر بحدة.
برهن على المنحوتات الصخرية وصفها في جوبوستان.
على علاته في العديد من الشعوب الأخرى في العالم، كان رقصات أولى في أذربيجان طقوسية وصيدية.
أمينة ديلبازي، عافاق مليكوفا، روضى خليلوفا، بويوكاغا ممادوف من أشهر الراقصات ألأذربيجان.
أدرج ياللي، كوجاري، تانزارا - رقصات جماعية تفليدية لنخجوان في قائمة الصون العاجل لليونيسكو بقرار صادر عن الأجتماع ال13 للجنة الحكومية المعنية بحماية التراث غير المادي لليونيسكو، الذي ينعقد في مدينة بور لويس عاصمة جمهورية موريشيوس في فتوة ما بين 26 نوفمبر - 1 ديسيمبر عام 2018.

## تصنيف
الرقصات الشعبية الأذربيجانية ملونة على اعتبار من الموضوعها: تنقسم إلى 6 الأنواع :
العمل، الاحتفالات، المعيشية، البطولة، الرياضة، لعبة (على سبيل المثال: يالي، حالاي)
- رقصات العمل

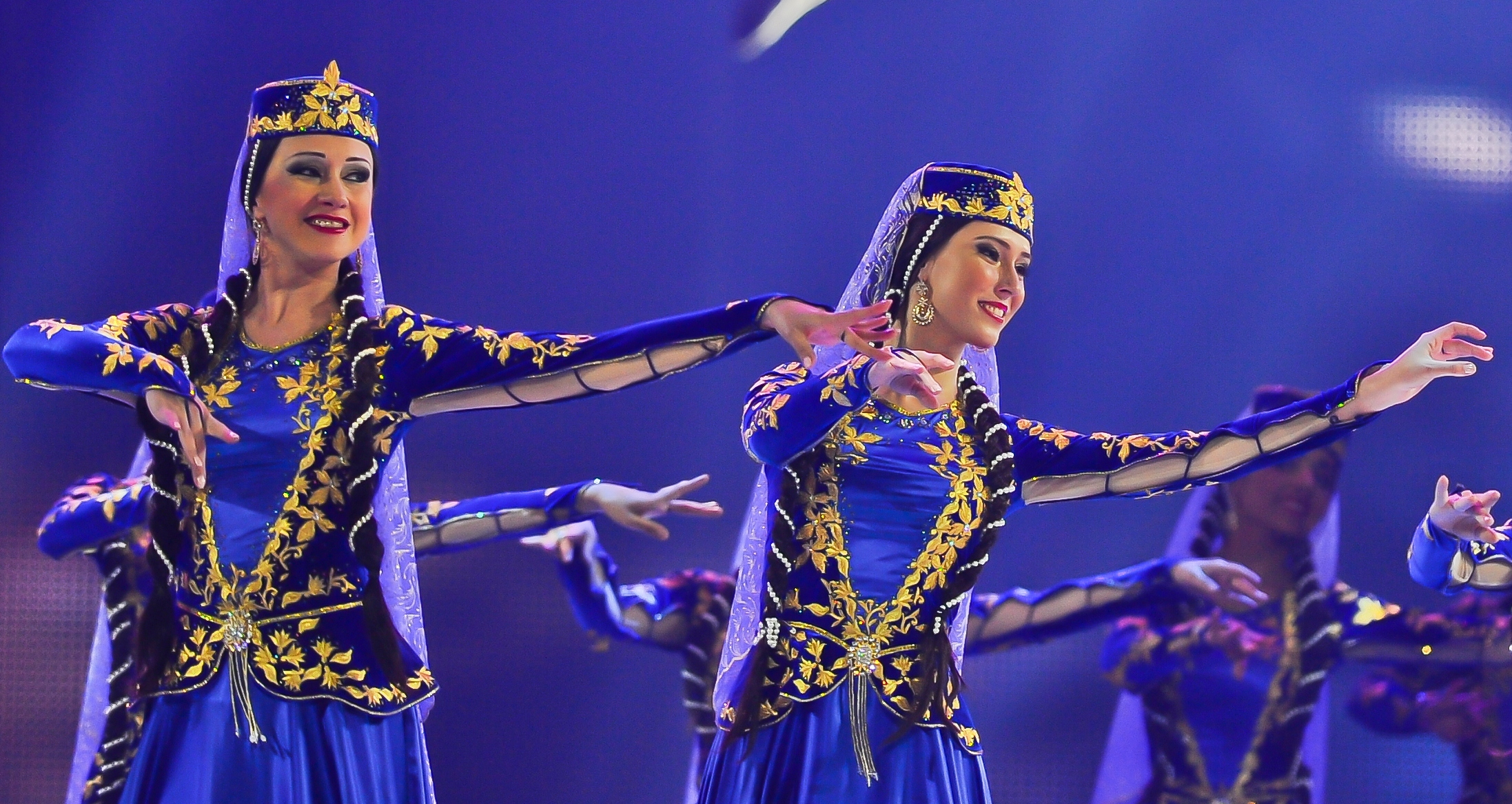
رقص النساء الوطني

رقصات العمل يتعلف بالبذر و القص و البستنة. على سبيل المثال: أرابة، جوتجو.
- رقصات الاحتفالات

رقصات الاحتفالات يتعلف بالزفاف، عطلة، والحوادث المهمة.
- رقصات العيد: نوروزو، كوس-كوسة، خيدير إلياس
- رقصات الزفاف: وغزالي، ميرزاي
- رقصات سياسي وإقتصادي

- رقصات المعيشية
- للأطفال - البنفسج
- غنائي

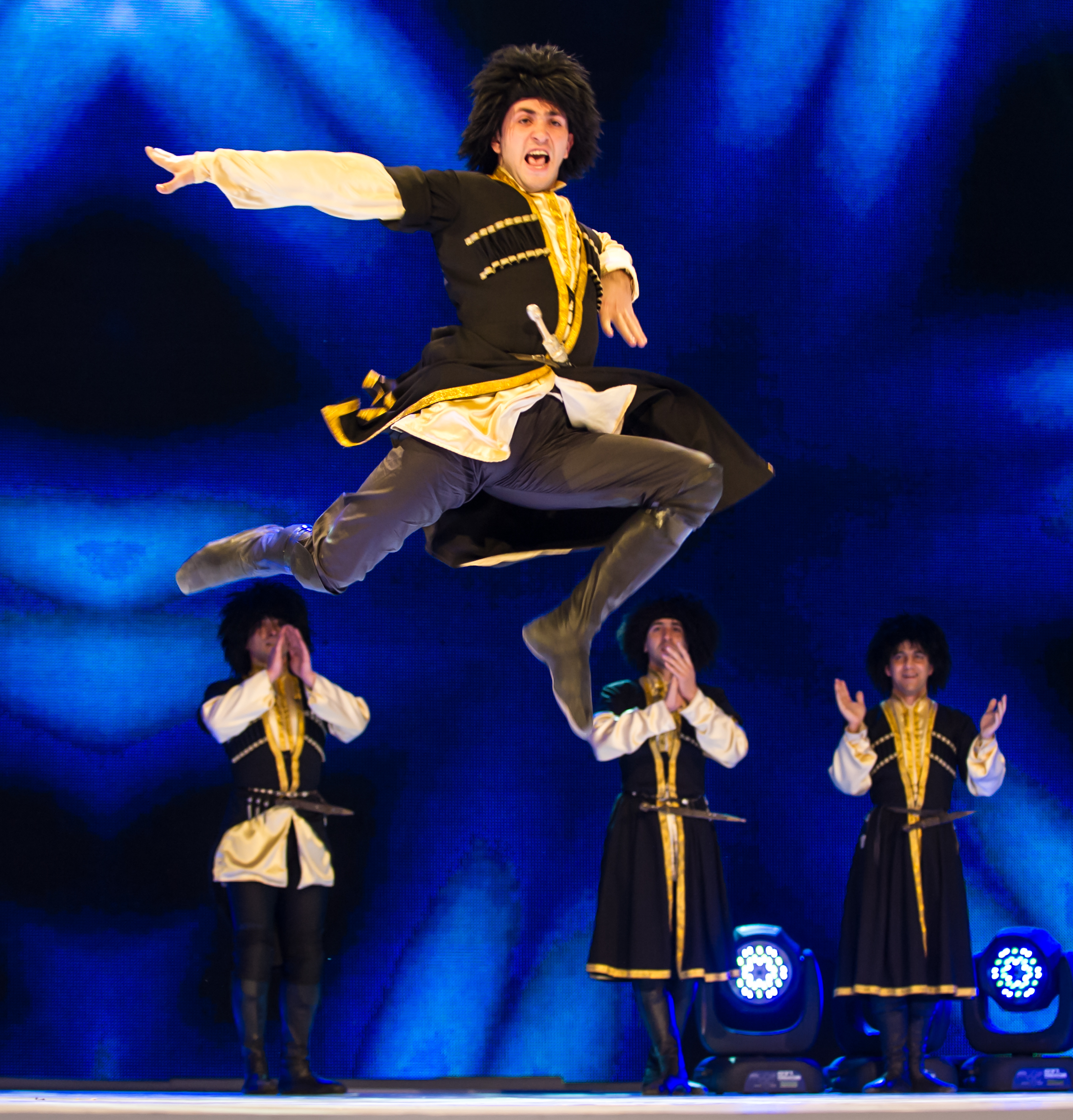
رقص الرجال الوطني

- الرقص مع الأشياء - الرقص على قافلة، الصيف ، النيل، حصان ، منشفة ، الشيشة.
- مكرسة للطبيعة - توراجي، جيراني، شالاخو، قافقازي، لاله، قوسارشاي وغيرها.
- مضحك، ساخرة
- بطولة عسكرية ورياضية

كوروغلو، ميصري
- الرقصات تتعلق بالأسماء الجغرافية

عشقبادي، سبيربادي,شوشاني، قارس, درباندي
- الرقصات التي تدعى بالأرقام

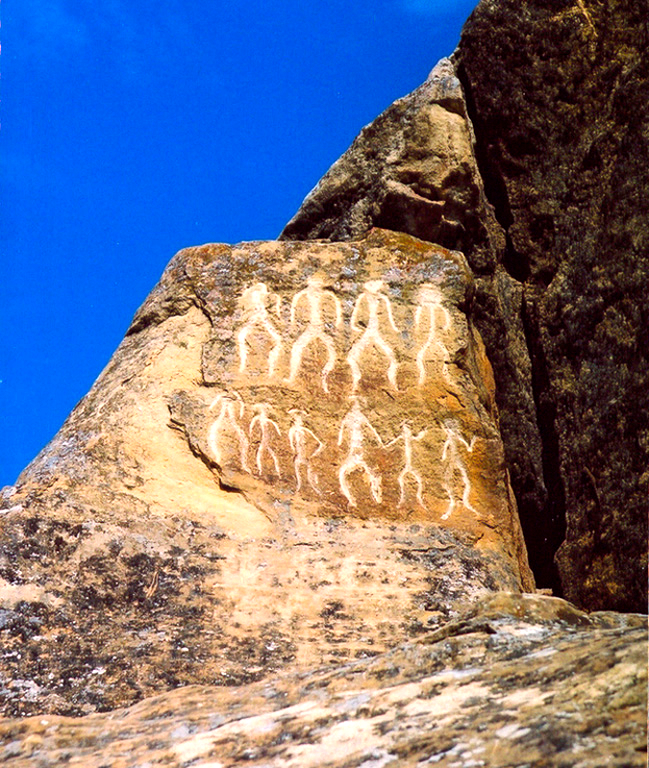
رقص شعبي ألأذربيجان "يالي" علي الصخور جوبوستان

واحد و مائة، أربعة عشر، الرقم السادس.

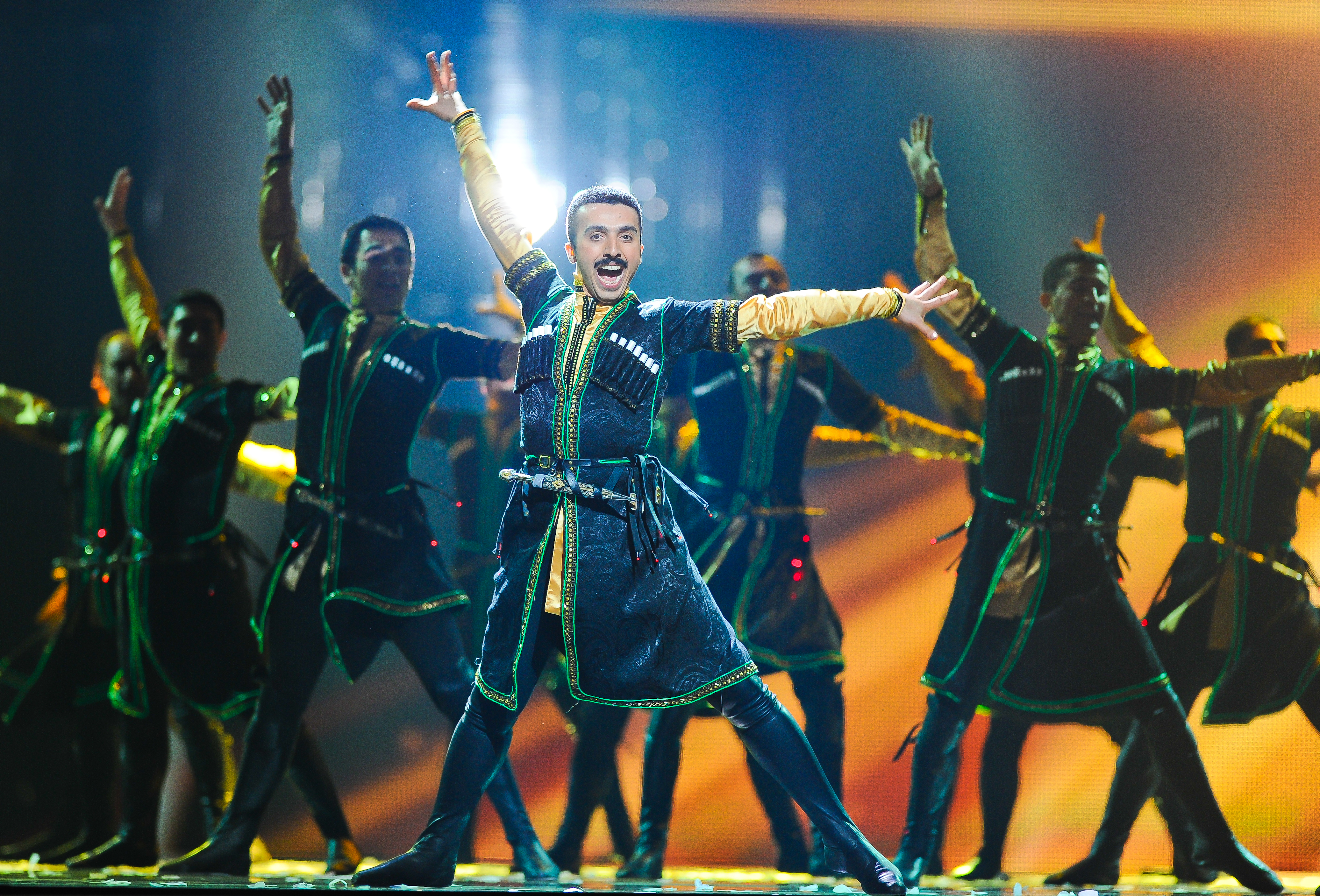

تتكون الرقص الشعبي الأذربيجاني، كقاعدة من ثلاثة أجزاء:
- الجزء الأول سريع، والرقص على الدائرة.
- الجزء الثاني هو غنائي، تجمد الراقص كما في المكانة.
- الجزء الثالث - الرقص على الدائرة، يتميز براعة عاطفية.

### الرقصات الوطنية الأذربيجانية

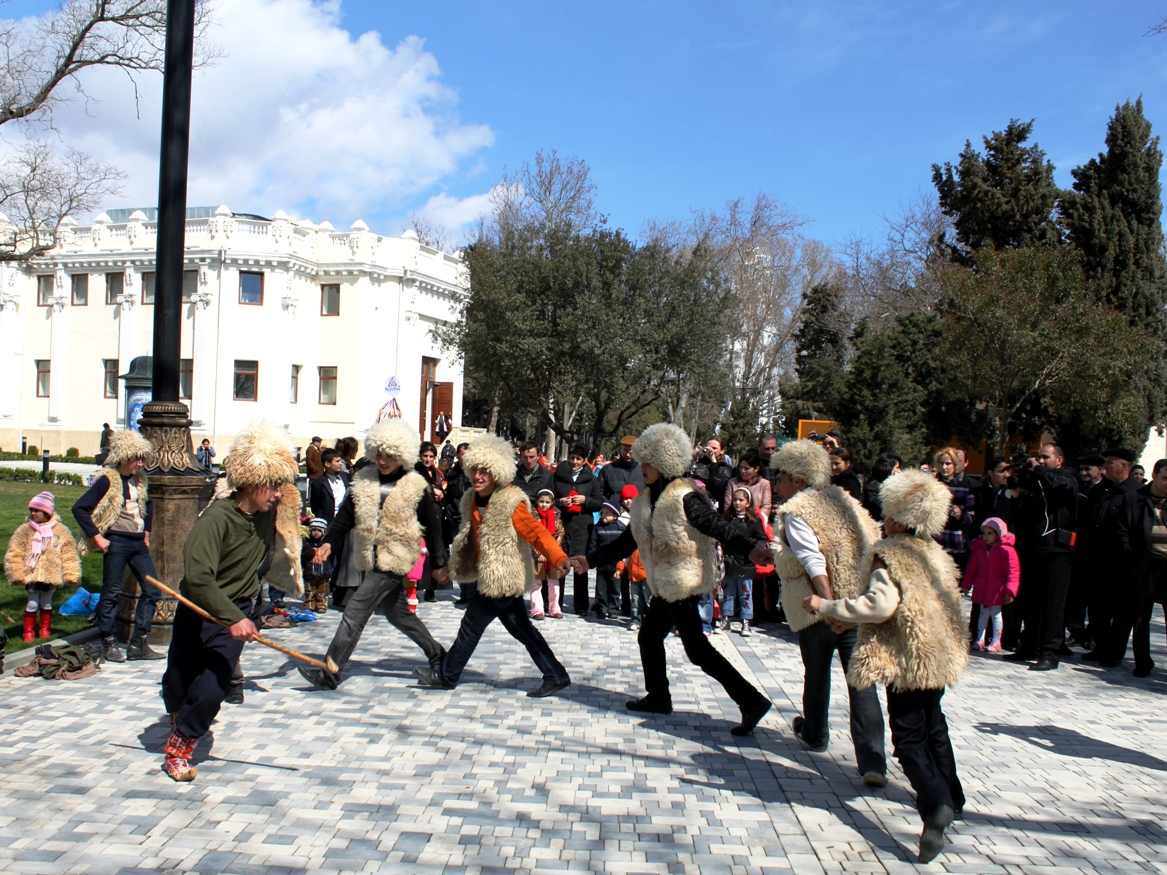
رقص خانجوباني في إحتفال عيد نووروز

- اباي(Abayı)
- الجاجولو (Alçagülü)
- أصمى كسمى (Asma Kəsmə)
- استى قراباغي (Asta Qarabağı)
- أواري (Avarı)
- أي باري باخ (Ay bəri bax)
- أذربيجان (Azərbaycan)
- بنفسجة (Bənövşə)
- الماس (Birilliant)
- جالباباق(Çalpapaq)
- جانكي(Cəngi)
- جيراني(Ceyrani)

- أنزلي (Ənzəli)
- لحن العروس(Gəlin havası)
- إنابي(İnnabı)
- كوروغلو(Koroğlu)
- لاله (Lalə)
- لؤلؤة (Mirvari)
- ميرزاي(Mirzəyi)
- قايتاغي(Qaytağı)
- قوجالي(Qoçəli)
- شاهساواني(Şahsevəni)
- شلاخو(Şalaxo)
- تراكامة(Tərəkəmə)
- توراجي(Turacı)
- أزوندارة(Uzundərə)
- وغزالي(Vağzalı)
- يالي(Yallı)